# Вибіркові моменти
Вибіркові моменти в математичній статистиці — це оцінка теоретичних моментів розподілу на основі вибірки.

## Визначення
Нехай {\displaystyle X_{1},\ldots ,X_{n},\ldots } — вибірка з розподілу ймовірності. Тоді
- Вибірковий момент порядку {\displaystyle k} — це випадкова величина : {\displaystyle a_{n}(k)={\frac {1}{n}}\sum \limits _{i=1}^{n}\ X_{i}^{k}}
- Центральний вибірковий момент порядку {\displaystyle k} — це випадкова величина : {\displaystyle m_{n}(k)={\frac {1}{n}}\sum \limits _{i=1}^{n}\left(X_{i}-{\bar {X}}\right)^{k}}, де символ {\displaystyle {\bar {X}}} позначає вибіркове середнє.

## Застосування
Вибіркові моменти використовують для оцінки характеристик апріорного розподілу чи перевірки стохастичних гіпотез. Оцінювання параметрів може бути зроблено методом моментів.